# Toxorhina (Toxorhina) angustilinea
Toxorhina (Toxorhina) angustilinea is een tweevleugelige uit de familie steltmuggen (Limoniidae). De soort komt voor in het Oriëntaals gebied.